# أشلي جاكسون (لاعب هوكي الحقل)
أشلي جاكسون (بالإنجليزية: Ashley Jackson) هو لاعب هوكي الحقل بريطاني، ولد في 27 أغسطس 1987 في اتشثام ‏ في المملكة المتحدة.

## وصلات خارجية
- أشلي جاكسون على موقع الاتحاد الدولي للهوكي (الإنجليزية)
- أشلي جاكسون على موقع اللجنة الأولمبية الدولية (الإنجليزية)
- أشلي جاكسون على موقع أوليمبيديا (الإنجليزية)
- أشلي جاكسون على موقع اللجنة الأولمبية البريطانية (الإنجليزية)
- أشلي جاكسون على موقع اتحاد ألعاب الكومنولث (مؤرشف) (الإنجليزية)